# Clarence Pope
Clarence Cullam Pope Jr, né le 26 octobre 1929 et mort le 8 janvier 2012 à Bâton-Rouge, est un ecclésiastique américain, évêque de l'Église épiscopalienne des États-Unis, passé au catholicisme en 2007. 

## Biographie

### Ministère au sein de l'Église épiscopalienne
Pope exerce la charge de curé (rector) de la paroisse St. Luke's de Bâton-Rouge en Louisiane au moment de son élection à la tête du diocèse épiscopalien de Fort Worth, le 14 septembre 1984. Il en est le deuxième évêque, succédant à Donald Davies. Comme son prédécesseur, il s'inquiète des nouveautés doctrinales introduites par son église. Mais tandis que Donald Davies fondera dans les années 1990 une église indépendante de la Communion anglicane, l'Episcopal Missionary Church (appartenant au mouvement anglican continué), Clarence Pope tient des positions anglo-catholiques et incline vers l'Église catholique romaine. Il est le premier président d'une structure rassemblant les anglicans aux vues traditionnelles, le synode épiscopal d'Amérique, qui deviendra ultérieurement la branche américaine de Forward in Faith.

### Première conversion et rétractation
En octobre 1994, Clarence Pope annonce qu'il quitte ses fonctions et compte rejoindre l'Église catholique à la date du 1er janvier suivant. Son évêque coadjuteur Jack Iker assure l'intérim avant de lui succéder. Pope est reçu dans la communion de l'Église catholique par le cardinal Bernard Law. La cérémonie a lieu à la paroisse St. Mary the Virgin d'Arlington, communauté épiscopalienne à l'origine et qui avait auparavant fait défection en masse pour rejoindre l'Église catholique, avec l'accord de l'évêque Pope.
Cependant, le conseil presbytéral du diocèse catholique de Bâton-Rouge ayant refusé d'accepter qu'il soit ordonné pour l'Église catholique, Clarence Pope revient en août 1995 sur sa lettre de démission et demande à réintégrer la chambre des évêques de l'Église épiscopalienne. Avec le soutien de son successeur Jack Iker et de l'évêque président Edmond Browning, Clarence Pope retrouve ses prérogatives épiscopales. Clarence Pope indiquera plus tard regretter cette rétraction, provoquée selon lui par une période de dépression sévère liée à la fois à la tiédeur de sa réception par les prêtres catholiques et à la découverte qu'il souffre d'un cancer en phase avancée.

### Conversion définitive
Au début d'août 2007, Clarence Pope annonce à nouveau son départ de l'Église épiscopalienne des États-Unis (ECUSA), pour revenir définitivement dans le giron de l'Église catholique. Il est alors le cinquième évêque qui quitte l'Église épiscopalienne depuis le début de cette année. Il déplore à cette occasion la marginalisation du courant anglo-catholique, dont il ne reste plus guère selon lui qu'une vague sensibilité esthétique en matière d'ornements. Il en rend responsable l'usurpation de pouvoirs par la convention générale de l'ECUSA qui fait triompher le « politiquement correct » sur la saine doctrine. Il déplore que ces évolutions aient rendu impossible la vision de réunification qui avait été mise en avant par le pape Paul VI et l'archevêque de Cantorbéry Michael Ramsey et obligent en conscience les anglo-catholiques à quitter leur église. Il affirme pour autant que son amour de l'anglicanisme reste très profond.